# 立江町 (小松島市)
立江町（たつえちょう）は、徳島県小松島市の町名。郵便番号は773-0017。

## 地理
小松島市の南部中央寄りに位置する。西は櫛渕町に、南は向山山地を境として阿南市（旧那賀郡羽ノ浦町）に接し、北西は田野山地を境として田野町と接している。
櫛渕町からの延長として田野山地と向山山地が西から東に向かって広がり、両山地の間の平野部に湿田が展開している。
中央部は立江川が東流して小松島湾に注ぎ赤石港となっている。東は大林町に接して、境界線に近くJR牟岐線が南北に走り立江駅がある。
徳島県道136号宮倉徳島線（旧土佐街道）がほぼ東西に通じており、徳島県道28号阿南小松島線が平野部を縦断して山間部に通じている。
立江寺を中心として門前町が形成され、商業地となっているが、その他は農業が主要な産業で、農村集落が形成されている。稲作を主要作物としながらも、丘陵面においてはタケノコ・ヤマモモが生産され特産品となっている。

### 河川
- 立江川
- 石見川
- 前橋川
- 扇山川
- 黒須川
- 櫛渕川

### 小字

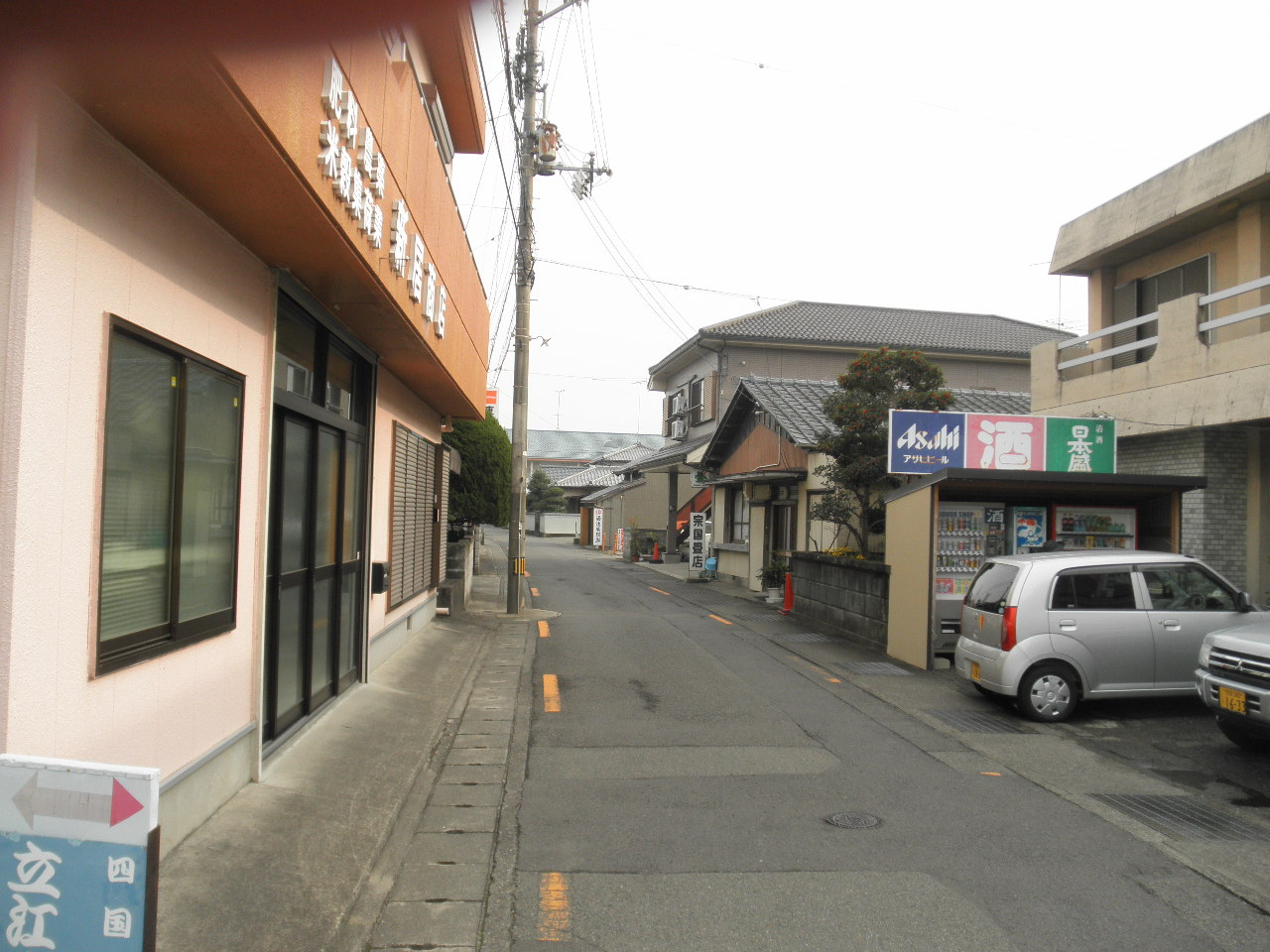
万代地区の旧街道
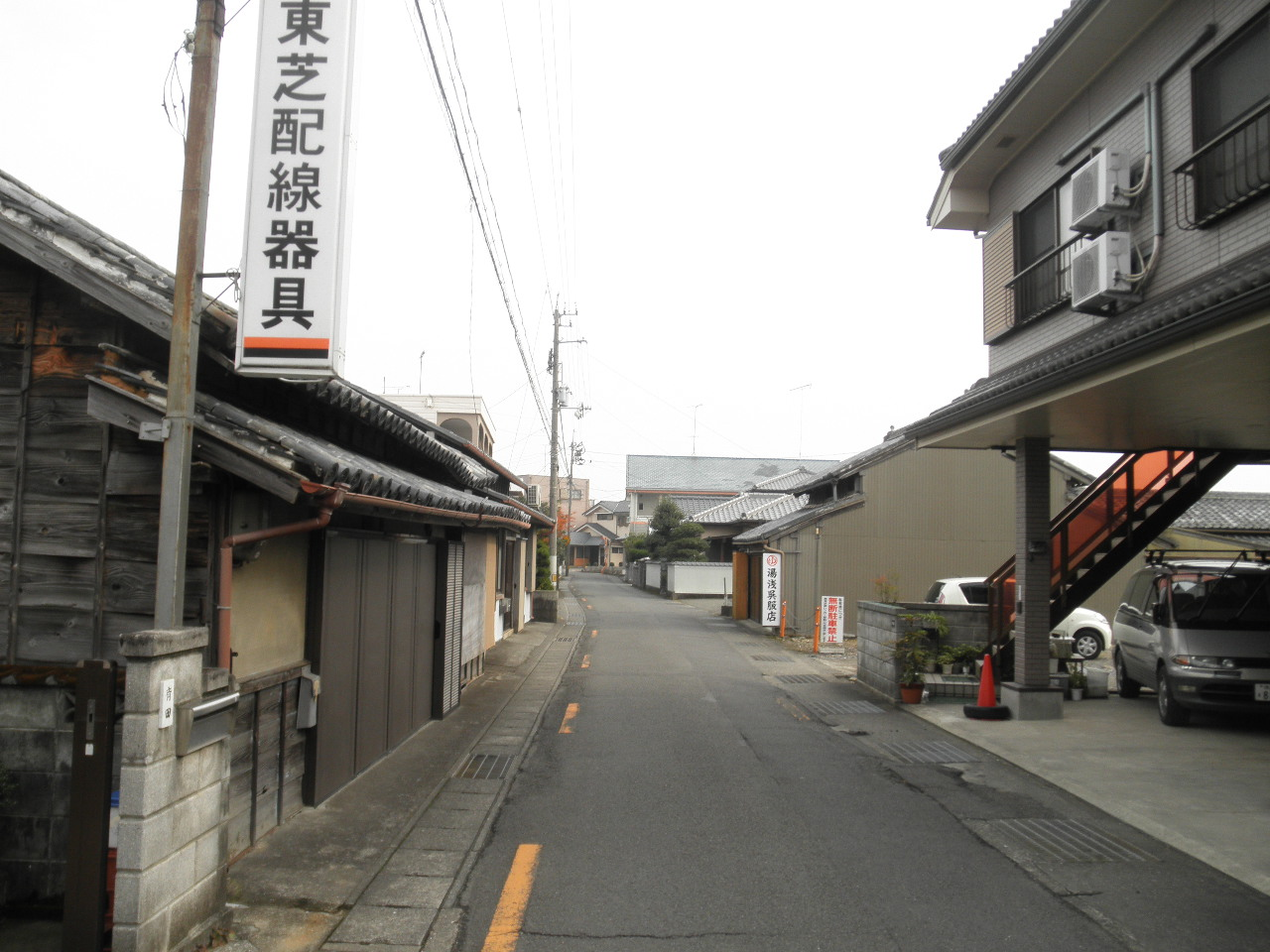
南田頭地区の旧街道

- 青木
- 青森
- 赤石
- 江ノ上
- 扇山
- 大田ノ浦
- 小田ノ浦
- 大吉
- 馬渕

- 柏田
- 金岡
- 株木
- 北城
- 北田頭
- 清水
- 黒岩
- 黒須
- 高田

- 沢田
- 塩瀬
- 下内江
- 新開
- 炭屋ケ谷
- 玉田
- 露ノ本
- 豊田
- 中ノ坪

- 中山
- 鍋寺
- 野神
- 南山
- 東金岡
- 前田
- 松塚
- 松本
- 万代

- 南田頭
- 宮前
- 椋ノ本
- 柳ノ内
- 若松

- 万代地区の旧街道
- 南田頭地区の旧街道

## 歴史

### 現在
昭和32年より那賀郡立江町が小松島市に編入され現在の小松島市立江町となる。昭和45年に一部が赤石町となる。

## 世帯数と人口
2022年（令和4年）7月31日現在の世帯数と人口は以下の通りである。
| 町丁   | 世帯数  | 人口    |
| ------ | ------- | ------- |
| 立江町 | 742世帯 | 1,704人 |

## 小・中学校の学区
市立小・中学校に通う場合、学区は以下の通りとなる。
| 番地 | 小学校               | 中学校                   |
| ---- | -------------------- | ------------------------ |
| 全域 | 小松島市立立江小学校 | 小松島市立小松島南中学校 |

## 施設
- 小松島市立小松島南中学校
- 小松島市立立江小学校
- 小松島市立体育館
- 小松島市立武道館
- 小松島市営プール

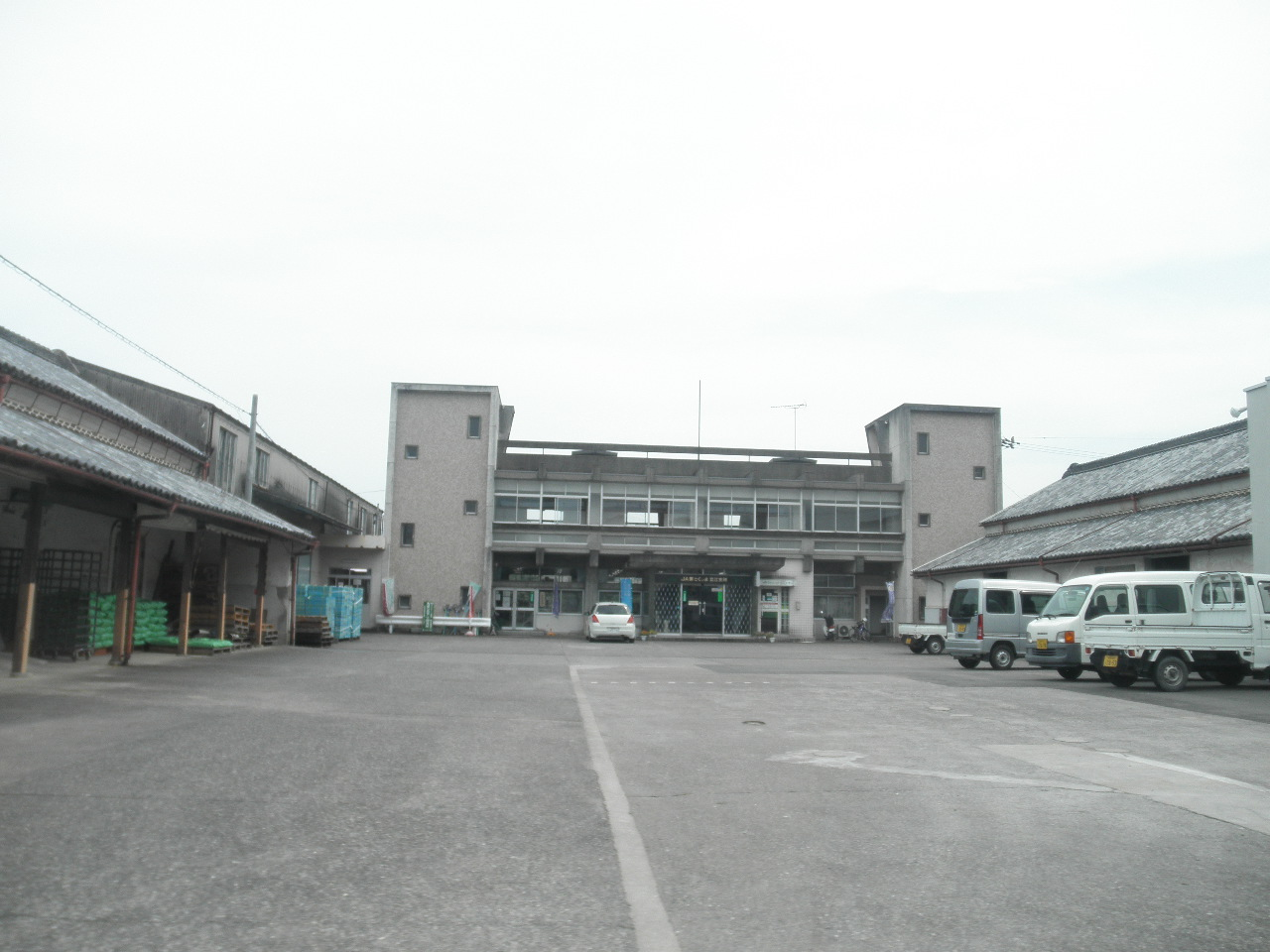
JA東とくしま立江
- 立江寺 - 四国八十八箇所霊場第19番札所。
- 清水寺
- 立江八幡神社
- 立江川親水公園
- みはらしの丘あいさい広場

- JA東とくしま立江

## 交通

### 鉄道

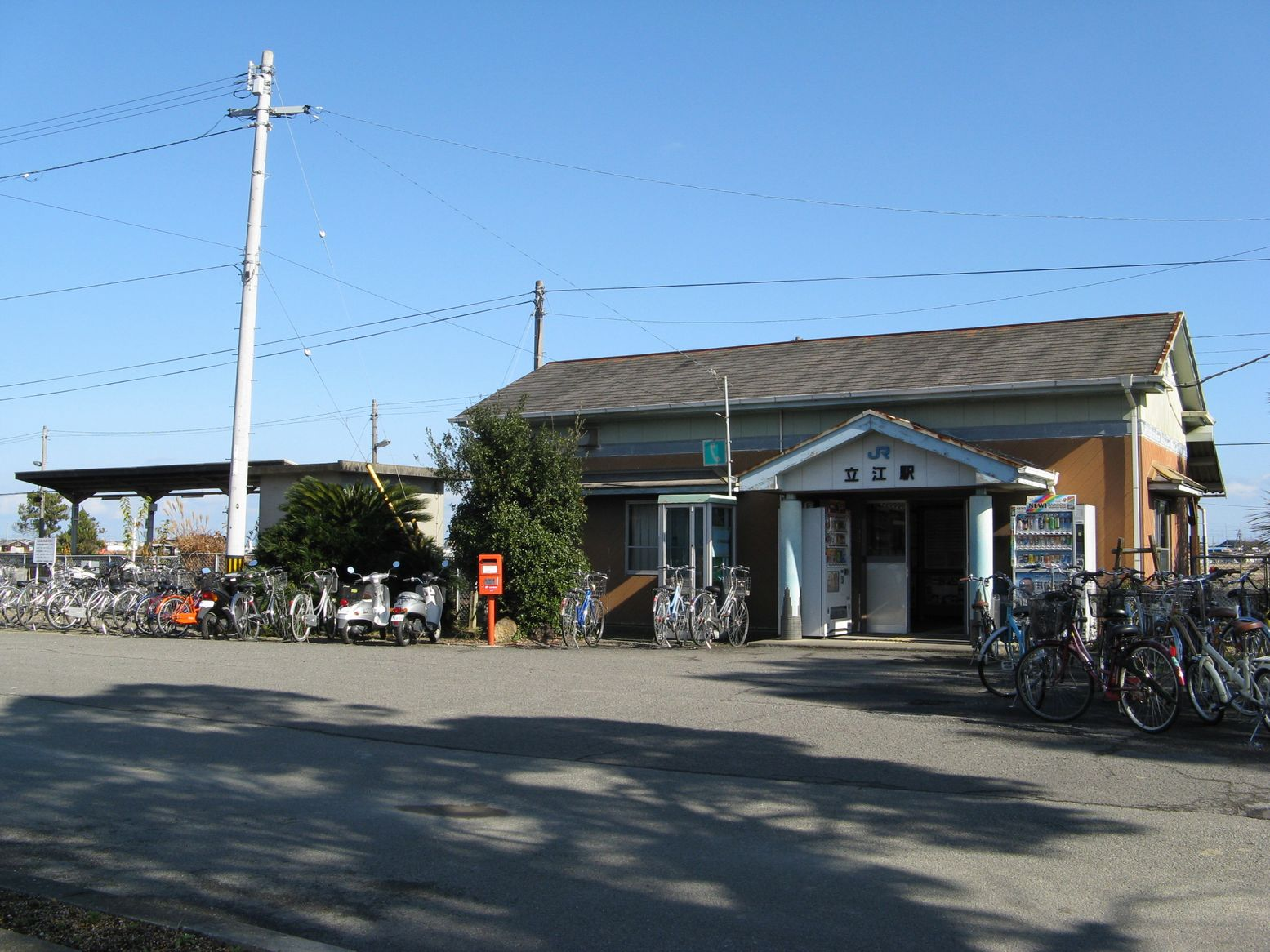
立江駅舎

- JR牟岐線立江駅

### 道路
国道
- 国道55号（徳島南バイパス）

都道府県道
- 徳島県道28号阿南小松島線
- 徳島県道136号宮倉徳島線
- 徳島県道171号立江停車場線